# Lascov
Lascov (in ungherese Lászó, in tedesco Deutschwald) è un comune della Slovacchia facente parte del distretto di Bardejov, nella regione di Prešov.

## Storia
Il villaggio viene citato per la prima volta nel 1370 (con il nome di Lazdouch) quando venne ceduto da Marhaň ai conti Aba. Nel XIX secolo passò ai Dessewffy. 
Secondo la leggenda il nome del villaggio deriva dal nome del suo fondatore il borgomastro e sculteto Las.
Diede i natali all'umanista e presbitero Johannes Lazo.